# Oratorio dei Bianchi

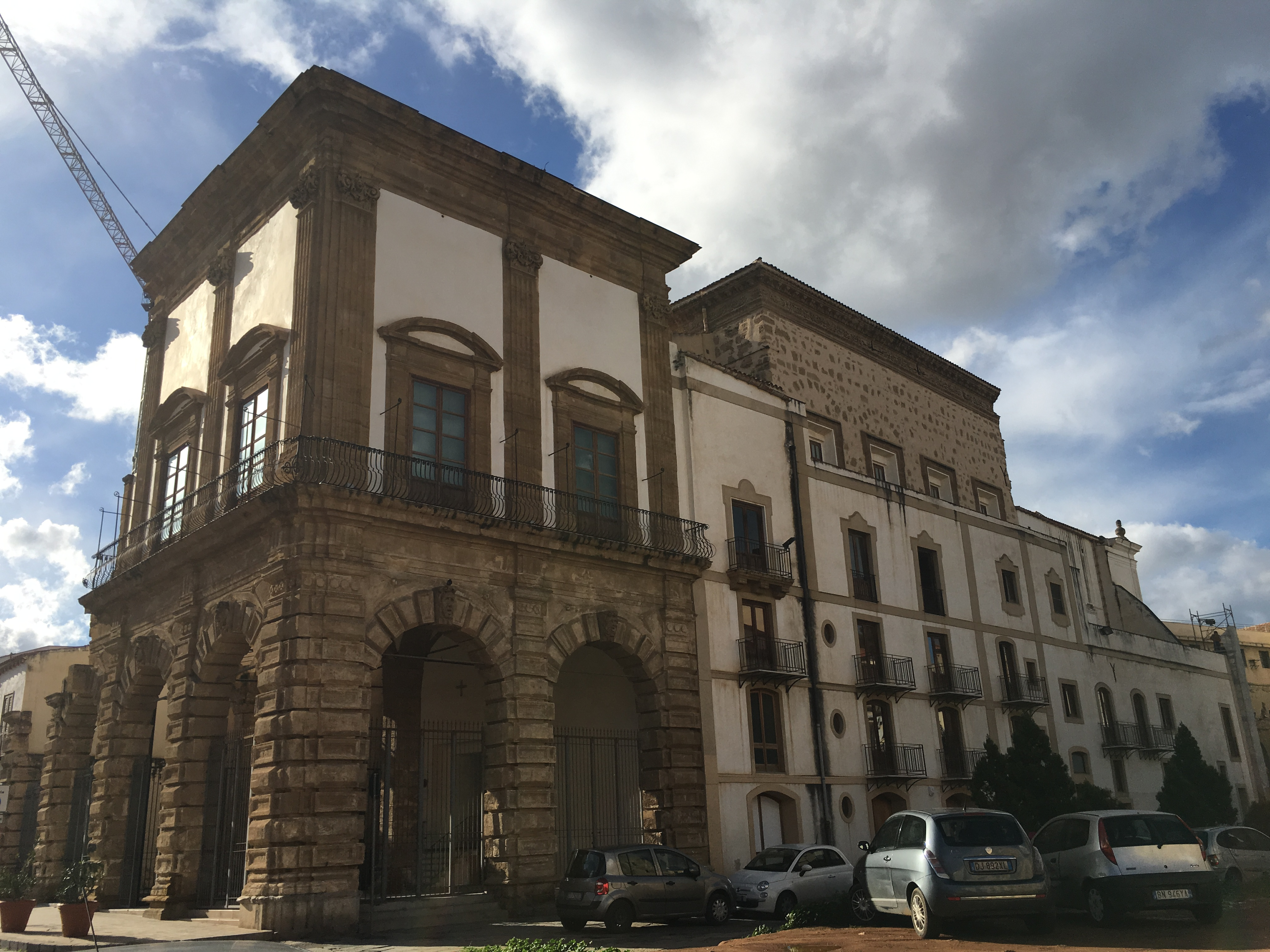
Oratorio dei Bianchi, Seitenansicht

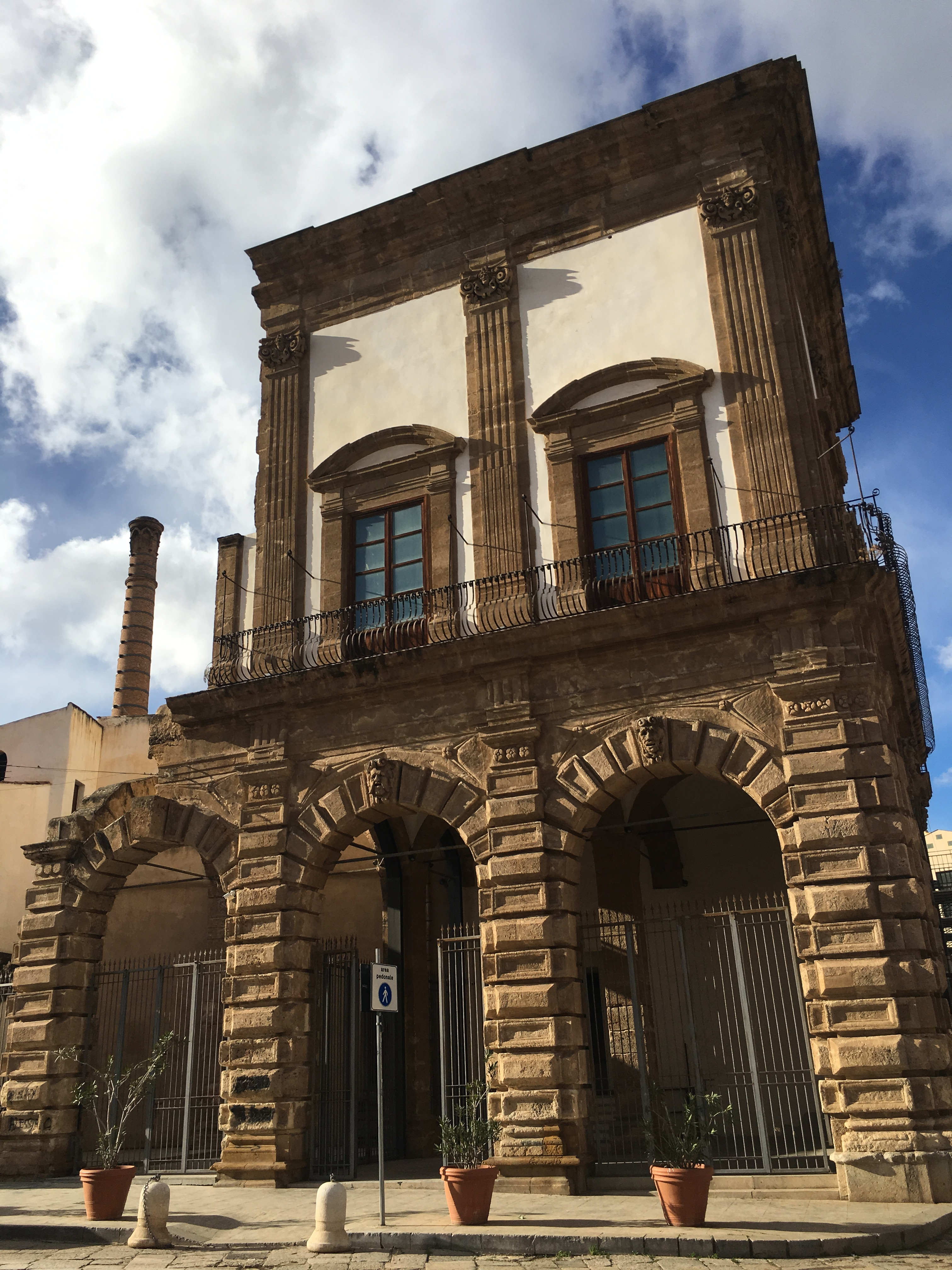
Oratorio dei Bianchi, Frontansicht

Das Oratorio dei Bianchi ist ein Kirchengebäude des Barock in der italienischen Stadt Palermo.

## Baugeschichte
Das an der Via dello Spasimo gelegene Oratorium wurde 1542 von der Bruderschaft des Heiligen Kreuzes (“Nobile, Primaria e Real Compagnia del SS. Crocifisso”) auf den Grundmauern der Kirche Santa Maria della Vittoria erbaut. Den Namen Bianchi erhielt es wegen der weißen zeremoniellen Kleidung, die die Mitglieder der Bruderschaft trugen, wenn sie zum Tode Verurteilte auf ihrem letzten Gang begleiteten. Durch den Stadtbrand von 1668 zerstört, wurde das Gebäude kurze Zeit später in seiner heutigen Gestalt wieder aufgebaut. Nach einer Phase des Verfalls kam das Gebäude 1987 zur Kulturbehörde. Nach einer gründlichen Restaurierung wurde es anlässlich der Itinerari Serpottiani 1996 zur Besichtigung freigegeben.

## Ausstattung
Ab 1744 wurde die Innendekoration in Stuck und Marmor vorgenommen, einige Fresken von Antonino Mercurio und reiche Dekorationen der Vorhalle von Gaspare Fumagalli sind erhalten geblieben. Wichtigstes Ausstattungsstück ist eine Holztür der arabischen Zitadelle (Bab el Fotik-della Kalsa), die der Normanne Robert Guiscard 1071 bei der Eroberung Palermos zu überwinden hatte. Anlässlich seines Sieges benannte er sie in Porta della Vittoria (Tor des Sieges) und ließ sie mit einer „Madonna della Vittoria“ bemalen. 

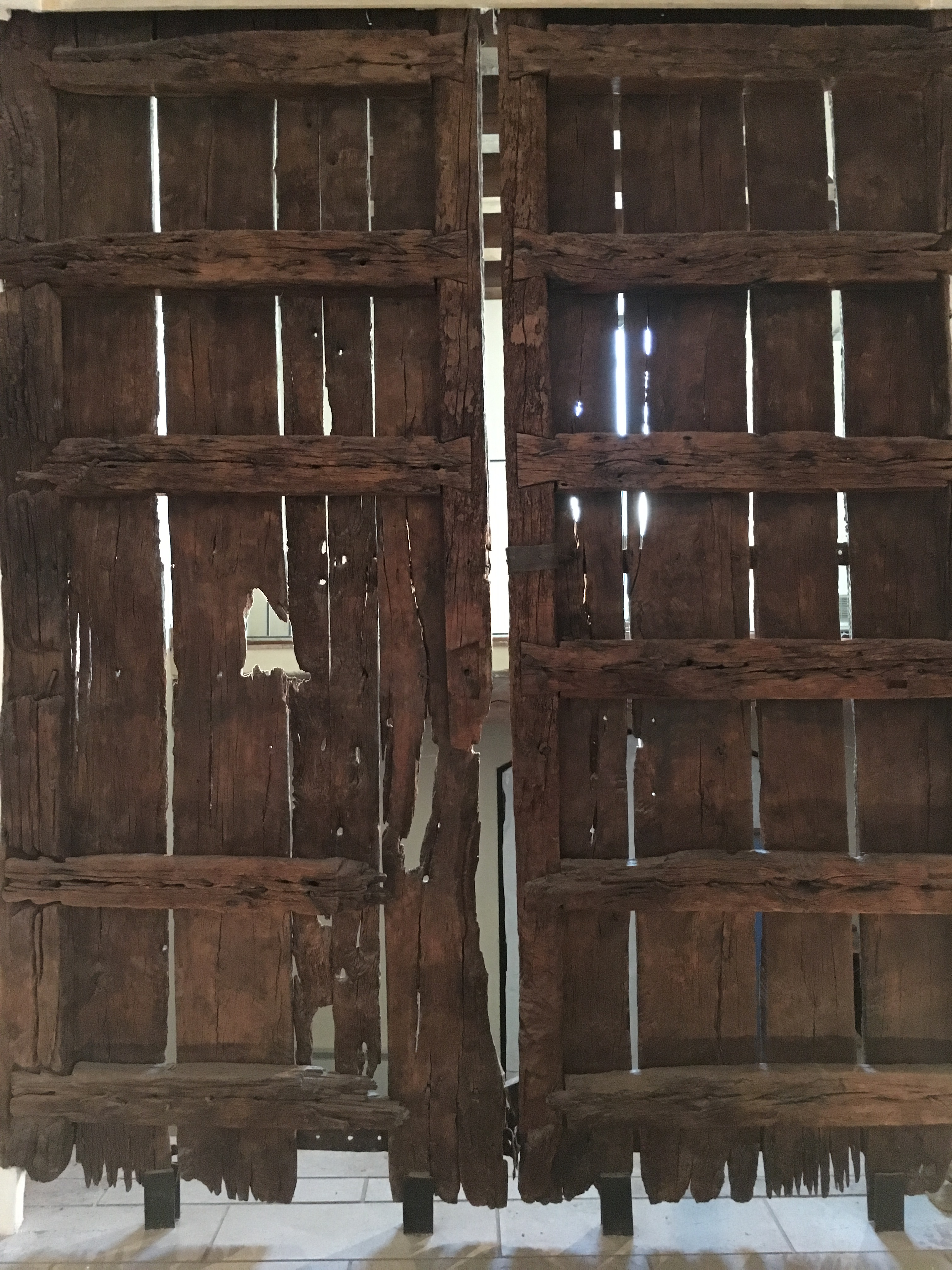
Oratorio dei Bianchi, Holztür der arabischen Zitadelle Bab el Fotik della Kalsa

Im Oratorium sind zwei Stuckaltäre „Madonna Misericordia“ und „San Lorenzo“ aufgestellt, die Giacomo Serpotta 1703–1704 für den „Konvent der Stigmata“ schuf, das dem Teatro Massimo weichen musste. Die Altäre sind angereichert mit Skulpturen und Reliefs (Santa Rosalia, Putten, Engeln und verschiedenen Allegorien). Das ehemals für das Oratorium von Antonio Manno gemalte Tafelbild „Kreuzabnahme“ befindet sich heute im Museo Diocesano di Palermo.

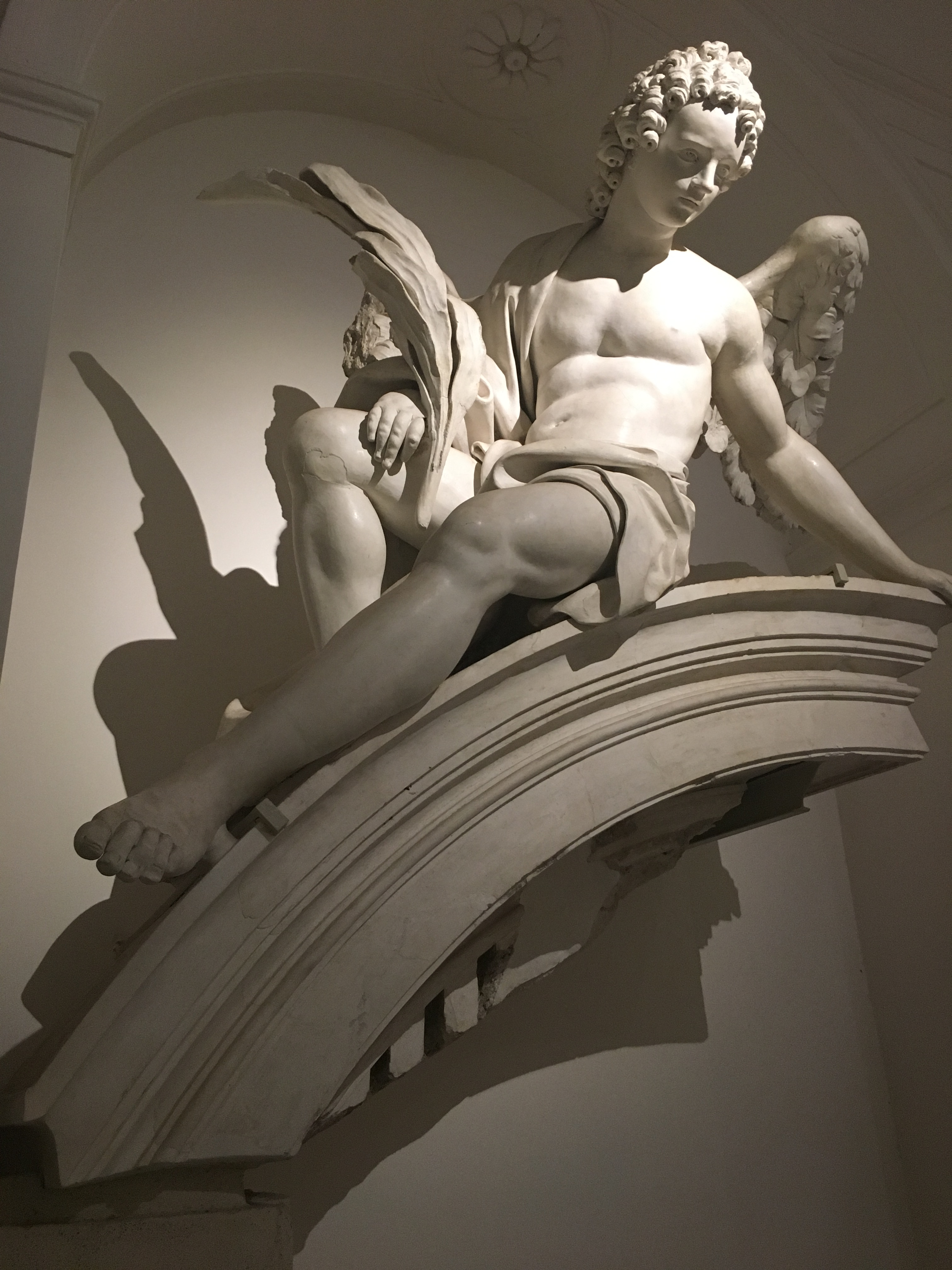
Oratorio dei Bianchi, Engel mit Palme, Giacomo Serpotta